# Randeskjeret
Randeskjeret est une île norvégienne du comté de Hordaland appartenant administrativement à Kjerrgarden.

## Description
Rocheuse et désertique, elle s'étend sur environ 90 m de longueur pour une largeur approximative de 20 m. 